# Mr Norris se ne va
Mr Norris se ne va (titolo orig. Mr Norris Changes Trains, uscito negli USA come The Last of Mr. Norris) è un romanzo dello scrittore britannico Christopher Isherwood, pubblicato nel 1935. Viene spesso considerato l'antefatto diretto di Addio a Berlino, di cui costituisce un dittico conosciuto come Le storie di Berlino.
L'ispirazione primaria per la storia venne ad Isherwood dalle proprie esperienze di espatriato, residente nella città di Berlino durante i primi anni '30, mentre il personaggio del signor Norris si basa sul vero critico e memorialista Gerald Hamilton.
Lo scrittore aveva iniziato a lavorare su un'opera di molto più ampio respiro chiamata provvisoriamente "The Lost" prima di togliervi i personaggi e la trama che poi costituiranno Mr Norris. Al suo apparire, il libro fu un grande successo, acclamato criticamente, ma anni più tardi l'autore lo ritenne superficiale e disonesto.

## Trama
Il romanzo segue i movimenti di William Bradshaw, il narratore in prima persona, il quale incontra uno strano tipo dall'aspetto nervoso di nome Athur Norris mentre si trova su un treno che va dai Paesi Bassi alla Germania. Mentre si stanno avvicinando alla frontiera William intavola una conversazione col suo vicino di posto, che sembra indossar un parrucchino ed aver un passaporto alquanto sospetto. William ed il signor Norris riescono a superar senza ostacoli la frontiera; in seguito, grazie ad un invito a cena, i due divengono amici.
Cominciano a vedersi spesso durante le serate berlinesi e si ritrovano a mangiare uova e prosciutto al ristorante di 1ª classe della Stazione di Berlin-Friedrichstraße. Diverse stranezze della vita personale del signor Norris vengono così via via rivelate, una delle quali è che risulta esser un masochista, mentre un'altra è che politicamente si considera vicino al comunismo e quindi nemico acerrimo di Adolf Hitler. Altri aspetti aspetti della vita personale di Norris vengono appena accennati e rimangono perlopiù celati sotto un velo di mistero.
Sembra che Norris gestisca per vivere un business in collaborazione con un certo Schmidt, che però lo tiranneggia e sfrutta; fino a quando, immerso in una situazione sempre più disagiata, si trova costretto a lasciar in fretta e furia Berlino. Torna in seguito, con la fortuna che pare esser tornata ad arridergli, e utilizza William come esca per ottener l'amicizia di un aristocratico, il barone Pregnitz (esplicitamente omosessuale) per farsi invitar a far una vacanza nelle valli della Svizzera e qui poter incontrare "Margot", oscuro personaggio che desidera stipulare un accordo con Pregnitz e che ivi in quel momento risiede. Ma ecco che Bradshaw viene contattato da Ludwig Bayer (personaggio ispirato a Willi Münzenberg), uno dei capi dei gruppi comunisti ancora presenti ed attivi in Germania, il quale gli spiega che Norris sta facendo la spia per i francesi e che la polizia tedesca ne è venuta a conoscenza.
William Bradshaw, accortosi d'esser pedinato quando si trova in compagnia con Norris, convince l'amico a lasciare il paese oramai quasi completamente nazificato senza scampo. Dopo l'avvenuto Incendio del Reichstag il 27 febbraio 1933 gli uomini di Hitler eliminano Bayer e la maggior parte dei compagni di Norris. A questo punto William torna in Inghilterra ove riceve ad intermittenza alcune cartoline da Norris, nel frattempo in fuga inseguito da Schmidt.
Le ultime parole del romanzo sono tratte da una delle cartoline che Norris manda all'amico da Rio de Janeiro: Cosa ho fatto per meritare tutto questo?.

## Adattamenti
Nel 1985, l'attore David March vinse un Radio Academy Award for Best Radio Actor per la sua interpretazione per la versione del romanzo andata in onda su BBC Radio 4.

## Edizioni italiane
- Il Signor Norris se ne va, traduzione di Pietro Leoni, Collana Medusa n.217, Milano, Arnoldo Mondadori Editore, 1948. - Collana Osca n.145, Mondadori, 1968; Postfazione a cura di Mario Fortunato, Collana Einaudi Tascabili, Torino, Einaudi, 1993, ISBN 978-88-061-3269-9.
- Mr Norris se ne va, traduzione di Pietro Leoni, Collana Fabula n.301, Milano, Adelphi, 2016, ISBN 978-88-459-3071-3.